# 乔·马拉尼
约瑟夫·A·马拉尼（英語：Joseph A. Mullaney，1925年11月17日—2000年3月8日），美国NBA联盟前职业篮球运动员。